# Gabrièle Valensi
Pour les articles homonymes, voir Valensi (homonymie).
Gabrièle Valensi est une actrice et auteure-compositrice-interprète française.

## Biographie
Après de nombreux seconds et premiers rôles pour des unitaires télévisuels ou des séries, une solide expérience théâtrale – notamment Sortie de scène, de Nicolas Bedos avec Guy Bedos, où elle incarne tout au long de la pièce la nièce du personnage joué par Guy Bedos, pièce nommée aux Molières pour la meilleure œuvre théâtrale et meilleur second rôle féminin, et l'enregistrement nombreux livres audio – dont des œuvres de Maupassant, Dostoïevski, Agatha Christie –, quelques rôles au cinéma, Gabriele retourne à ses premières amours, la musique, et vit en 2012 à Los Angeles où elle prépare son premier album.

## Filmographie

### Cinéma
- 2008 : Home Sweet Home de Didier Le Pêcheur : Lucie

### Télévision
- 2006-2009 : Les Bleus, premiers pas dans la police - 19 épisodes : Nadia Poulain
- 2005 : Le Nègre de Molière, téléfilm  de Didier Bivel : Séverine Liotard / la marquise du Parc
- 2003 : Les Jumeaux oubliés, téléfilm de Jérôme Cornuau : Élodie
- 2003 : Jusqu'au bout de la route, téléfilm de Jérôme Boivin : Caroline
- 2002 : L'Aube insolite Claude Grinberg
- Avocats et Associés ' série TV - épisode :
  - Des hommes amoureux  de Denis Amar : sœur Sonia
- 2002 : Après le combat, court-métrage de Marc Ponette : Lili

## Doublage
Les dates correspondent aux sorties initiales des films mais pas forcément aux dates des doublages.
- 2003 : Lost in Translation : Charlotte - (Scarlett Johansson)

### Livres-audio
- Un million et autres nouvelles de Guy de Maupassant, Éditions Thélème, Paris, 2002 ;
- Une sale histoire de Fiodor Dostoïevski, éditions Thélème, Paris, 2003 ;
- La Douce de Fiodor Dostoïevski, éditions Thélème, Paris, 2003 ;
- Un cœur faible de Fiodor Dostoïevski, éditions Thélème, Paris, 2003 ;
- Miss Marple d'Agatha Christie, éditions Thélème, Paris, 2005.

## Théâtre
- 2001,2002,2003 : théâtre de l'atelier, lecture de La Recherche du temps perdu de Marcel Proust avec André Dussollier, Denis Lavant, Claude Piéplu, et Michael Lonsdale.
- 2004 : Sortie de scène de Nicolas Bedos, avec Guy Bedos mise en scène Daniel Benoin, théâtre national de Nice. Nominations aux Molières.